# Suzanne Perlman
Suzanne Perlman (Boedapest, 18 oktober 1923 – Londen, 26 augustus 2020) was een Hongaars-Nederlands kunstschilder. Zij staat bekend om haar expressionistische portretten en landschapsschilderijen en wordt gerekend tot de Nederlands-Antilliaanse schilders, hoewel haar oeuvre drie continenten overspant.

## Biografie
Suzanne Sternberg werd in Boedapest geboren in een orthodox joods gezin, bestaande uit haar ouders, Abraham en Elisabeth Sternberg en haar broer Sigmund. De familie had een kunst- en antiekgalerie en Abraham Sternberg had grote belangstelling voor het werk van jonge Hongaarse kunstenaars. In 1939, op 17-jarige leeftijd, trouwde ze met de Nederlandse graanhandelaar Henri Perlman en verhuisde ze met hem naar Rotterdam. Drie dagen voor het Duitse bombardement op Rotterdam sloegen zij op de vlucht voor de nazivervolging en slaagden erin op de dag van de wapenstilstand van 22 juni 1940 vanuit Bordeaux te vertrekken met het laatste schip dat Europa zou verlaten. In augustus 1940 kwamen ze aan op Curaçao.

### Curaçao

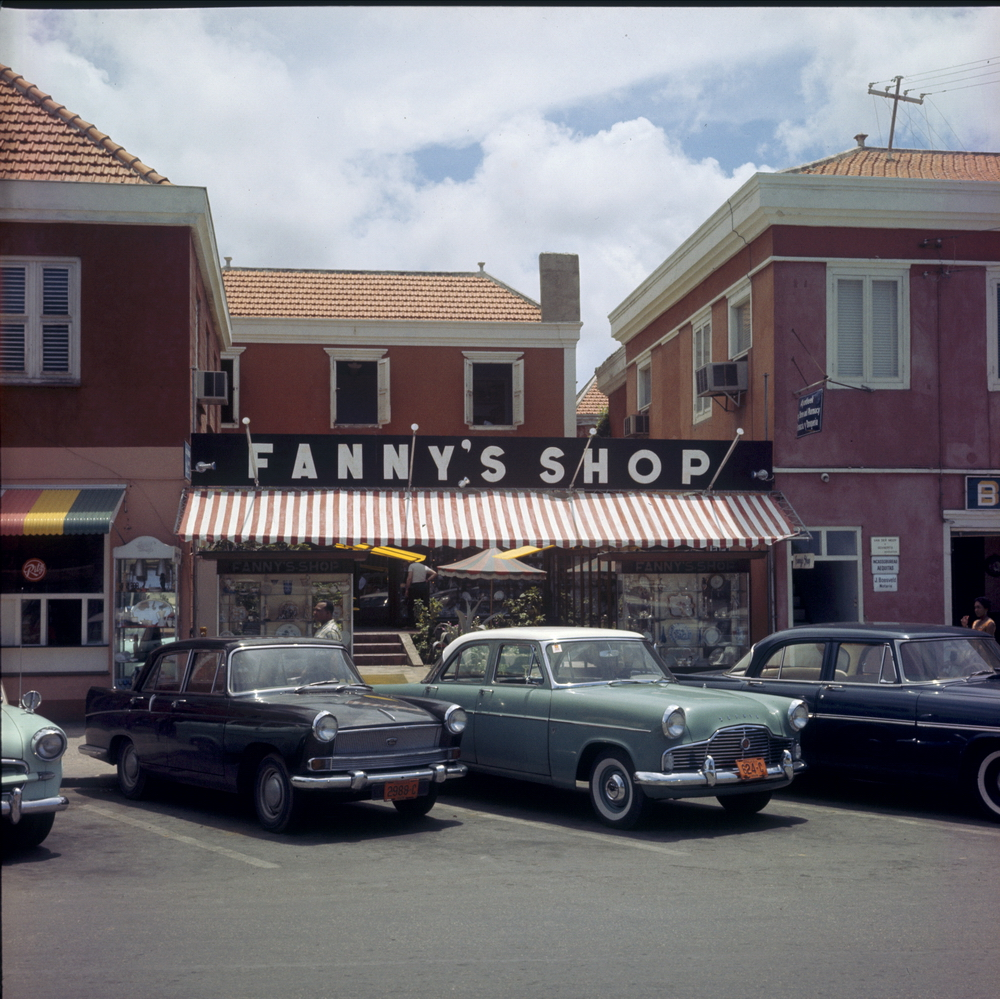
Fanny's Shop te Wilhelminaplein (1964)

In Willemstad vestigde het paar onder de naam "Fanny's Shop" een winkel voor de verkoop van kunst, curiosa en antiquiteiten. Henri en Suzanne Perlman kregen samen drie zonen. Behalve zakenvrouw was Perlman de eerste vrouwelijke correspondent van Reuters in het Caribisch gebied en verzorgde zij jarenlang kunstbeschouwingen en muziekrecensies. Zij begon als autodidact te schilderen en gebruikte de verdieping boven de winkel als atelier. Na de oorlog studeerde zij aan Columbia-universiteit, New York, Instituto Allende, Mexico en aan Saint Martin's School of Art in Londen. Omdat ze niet goed in staat was om te communiceren in het Papiaments drukte zij haar waardering voor het eiland en haar bevolking uit in haar werken. Ze werd geïnspireerd door onder meer Goya en Van Gogh en voelde zich aangetrokken tot de gewone werkende mens, zoals straatverkopers, dominospelers op straat of rituele dansers en tambúspelers, die zij uitvoerig portretteerde. Ze ontwikkelde een expressionistische stijl en had, vooral in haar vroege werken, een gedurfd kleurgebruik. In 1970 kenmerkte Cola Debrot haar werk als ‘plastische dimensies van Cézanne en de exotische ontladingen van Gauguin’. In zijn biografische schets van Perlman omschreef Henny Coomans de motieven van haar schilderijen als ‘ruimte, hitte, eenzaamheid of juist uitbundige levenslust’. Terwijl zij op Curaçao woonde, werd zij in de jaren zestig geselecteerd voor deelname aan workshops geleid door Oskar Kokoschka in Salzburg.

### New York
Eind jaren zestig verhuisde Perlman naar New York, waar ze studeerde aan de Art Students League of New York als leerling van de schilder Sidney Gross. Zij verdiepte zich in de abstract-expressionistische stroming en maakte abstracte werken die nog steeds doortrokken waren van het kleurpalet van Curaçao.

### Londen
Na de dood van haar man in 1983 vertrok Perlman naar Londen om dichter bij haar familie te zijn. De verhuizing betekende een renaissance in haar leven en het schilderen. Het werk uit deze periode werd in 2014 door David Glasser omschreven als "deels Arcadië, deels metropool, deels fantasie en deels documentaire". Haar onderwerpen omvatten zomerfeesten en herfstbloeiers in de parken van Londen; verkeersdrukke verkeersaders; het nachtleven van Covent Garden; boekverkopers op een gloeiende Southbank, en architectonische vergezichten.
Perlman bleef als kunstschilder actief tot haar overlijden op 96-jarige leeftijd in 2020. In 2009 werd zij benoemd tot Officier in de Orde van Oranje-Nassau.

## Exposities
In 1961 had ze haar eerste grote solotentoonstelling in het Curaçaosch Museum. Hierna exposeerde ze in Londen (1967), Puerto Rico (1968), Gouda (1970) en Parijs (1971), waar zij de "Prix La France Afrique" kreeg voor haar tentoongestelde werken. In 1982 vond de tweede solotentoonstelling plaats in het Curaçaosch Museum ter gelegenheid van het 250-jarig bestaan van de Mikvé Israël-Emanuelsynagoge. Later was haar werk in Londen te zien in de tentoonstelling "Painting London" in 2014 en in een retrospectief in het cultureel centrum Dutch Centre in 2018.

## Collecties
Haar werk is vertegenwoordigd in de privécollectie van Prinses Beatrix en in de museumcollecties van onder meer:
- Curaçaosch Museum
- Joods Cultureel-Historisch Museum, Curaçao
- Joods Museum, Boedapest
- Joods Museum, Amsterdam
- Joods Museum, Venetië
- Rijksmuseum Amsterdam
- Museum Gouda
- Museum van Londen
- El Museo del Barrio, New York